# Bataille de La Réunion
Seconde Guerre mondiale
Batailles
- Action du 27 février 1941
- Action du 8 mai 1941
- Bataille entre le Sydney et le Kormoran
- Raids japonais de 1942
- Occupation japonaise des îles Andaman
- (Massacre de Homfreyganj)
- Bataille de l'île Christmas
- Raid sur Ceylan (Raid du dimanche de Pâques)
- Mutinerie des îles Cocos
- Bataille de Madagascar
- Ralliement de La Réunion
- Opération Creek
- Groupe Monsun
- Action du 13 novembre 1943
- Action du 11 janvier 1944
- Action du 14 février 1944
- Raid japonais de 1944
- Action du 17 juillet 1944

- 1940
- 1941
- 1942
- 1943
- 1944
- 1945

- Guerre du Désert
- Campagne d'Afrique de l'Est
- Campagne d'Afrique du Nord
- Bataille de la Méditerranée
- Bombardements italiens de la Palestine mandataire
- Bombardement du Bahreïn
- Campagne du Gabon
- Campagne des Balkans
- Guerre anglo-irakienne
- Campagne de Syrie
- Résistance en Grèce
- Opérations en Yougoslavie
- Opérations anti-partisans en Croatie
- Invasion anglo-soviétique de l'Iran
- Bataille de Madagascar
- Offensive de Belgrade
- Campagne d'Italie
- Résistance en Macédoine

Front d'Europe de l'Ouest

Front d'Europe de l'Est

Bataille de l'Atlantique

Guerre du Pacifique

Guerre sino-japonaise

Théâtre américain
 (août 2025).
Si vous disposez d'ouvrages ou d'articles de référence ou si vous connaissez des sites web de qualité traitant du thème abordé ici, merci de compléter l'article en donnant les références utiles à sa vérifiabilité et en les liant à la section « Notes et références ».
La bataille de La Réunion se déroule le 28 novembre 1942 et oppose les Forces navales françaises libres aux forces du régime de Vichy. À la suite du débarquement des forces alliées effectué à partir du contre-torpilleur Léopard, celles-ci prennent le contrôle de l'île.

## Contexte
À l'issue de la bataille de France, l'île de La Réunion est considérée comme un enjeu stratégique mineur. Après l'armistice du 22 juin 1940, le personnel se limite à 3 officiers, un médecin, 11 sous-officiers et environ 270 hommes, dont 23 militaires professionnels. L'artillerie côtière est hors service.
Le 23 juin 1940, le président du conseil général Raoul Nativel dénonce l'armistice à Radio Saint-Denis. Le lendemain, le consul britannique Maurice Gaud rencontre le gouverneur de l'île Pierre Émile Aubert et lui propose de payer l'administration française à l'aide du trésor britannique à la condition que La Réunion se batte. La proposition devint publique lorsque la radio de l'île Maurice la diffusa. Aubert consulte des meneurs locaux, mais confronté au choix de remettre illégalement l'île à un gouvernement étranger, il décide de demeurer fidèle à Philippe Pétain. Le secrétaire général Angelini, le capitaine Plat et le président de la commission coloniale Adrien Lagourgue, tous fidèles à Charles de Gaulle, sont démis, tout comme Nativel.
Le gouverneur Aubert, bien que fidèle au régime de Vichy, était peu enclin à soutenir les politiques de Pétain. Cependant, son directeur de cabinet Jean-Jacques Pillet, militant enthousiaste de la Révolution nationale, instaura une propagande, une cour criminelle spéciale et une milice pro-Vichy.
Un mouvement local de résistance émergea. Le 11 novembre 1941, à l'occasion du jour du Souvenir, une vingtaine de femmes déposent des fleurs sur le mémorial de 1918 à Saint-Denis. Elles reçoivent une amende. Des cellules communistes clandestines sont dirigées par Léon de Lépervanche. À La Réunion, un radioamateur, le prince Duy Tân, établit des communications avec l'île Maurice mais rapidement, il est emprisonné et son équipement confisqué.
Après la bataille de Singapour de février 1942, la Eastern Fleet britannique se réfugie à l'atoll Addu (Maldives). Après le raid de l'océan Indien, la flotte déplace sa base opérationnelle au port Kilindini, près de Mombasa, au Kenya, ce qui a pour effet d'accroître la présence britannique sur les côtes d'Afrique de l'Est. Peu après, le 5 mai 1942, les Britanniques frappent les forces françaises à Madagascar, sous le contrôle du régime de Vichy, lors de l'opération Ironclad. La Réunion perd alors le contact avec le continent africain, ce qui encourage le sentiment anti-britannique parmi les troupes loyalistes. De son côté, de Gaulle, qui n'a pas participé à Ironclad, est pressé de prendre le contrôle de La Réunion avant que les Britanniques ou les Américains ne le fassent.
Le 8 mai, des fidèles au régime de Vichy à Madagascar signalent qu'un croiseur britannique avait quitté l'Afrique du Sud avec 600 hommes à bord afin de conquérir l'île. Aubert décida d'obstruer le port de Le Port en y sabordant un bateau à son entrée. Il ordonna également l'évacuation de la capitale, Saint-Denis, notamment afin d'éviter un bombardement sanglant semblable à celui de Diego Suarez. En soirée, environ 9 000 personnes se réfugièrent à La Montagne, Le Brûlé, Saint-François et Sainte Marie. Puis, en l'absence de bombardement, les gens retournent peu à peu chez eux.
Les événements concrétisent le fait que l'île est sans défense contre une invasion. Le 18 septembre, il est décidé que la résistance à un débarquement sera très limitée. Le 27 septembre, Saint-Denis est déclarée ville ouverte alors que les autorités déménagent à Hell-Bourg sous les moqueries des gaullistes.
Le 8 novembre, l'opération Torch déclenche l'opération Anton, qui aboutit au sabordage de la flotte française à Toulon. À Alger, l'amiral François Darlan négocie avec le général américain Mark Wayne Clark.

## Invasion

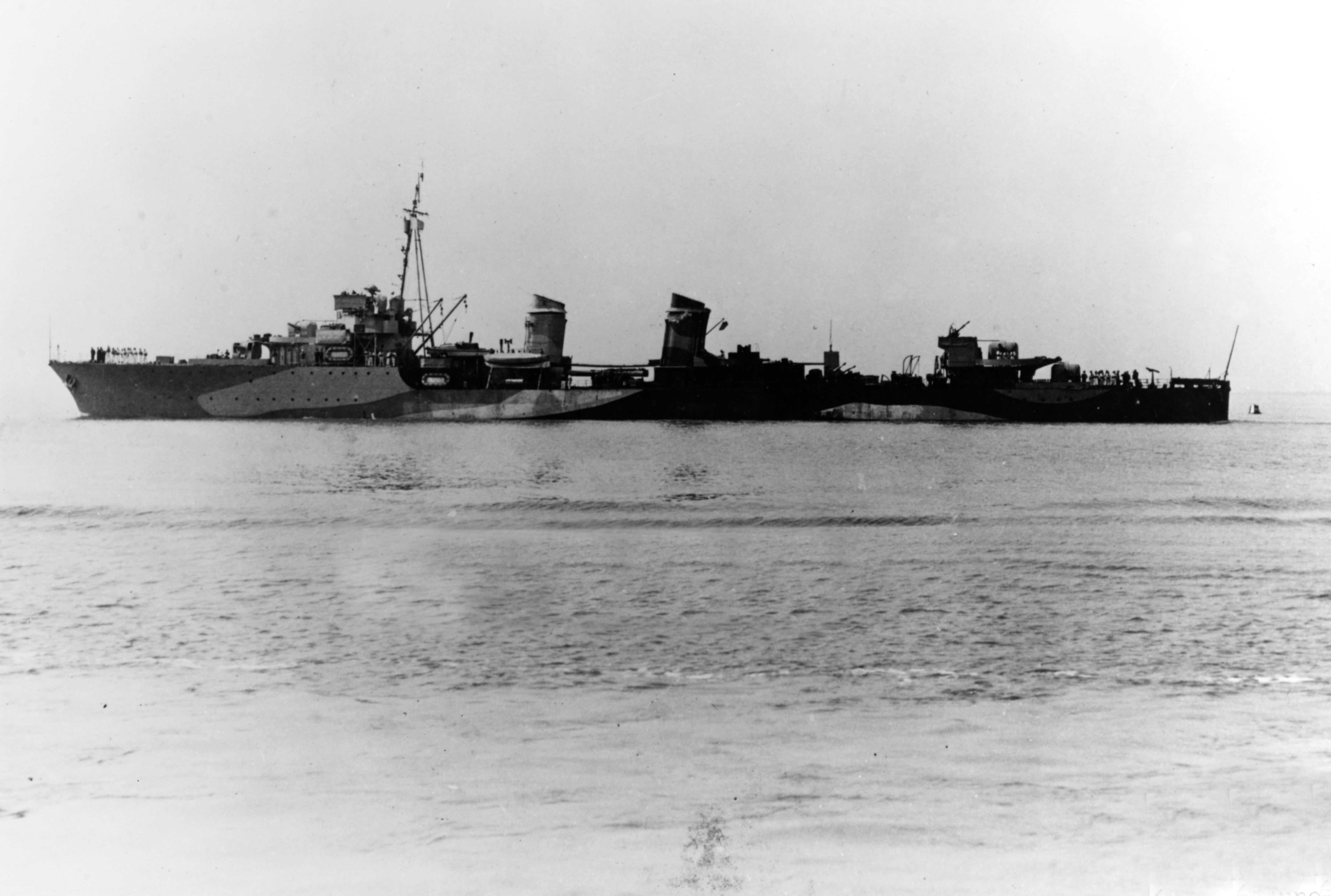
Le contre-torpilleur Le Léopard en juin 1942

Dans la nuit du 26 au 27 novembre 1942, le contre-torpilleur Léopard quitte l'île Maurice avec 74 hommes. Dirigé par le commandant Jules Évenou, il arrive à Saint-Denis le 27 à 23 heures.
À 2 h 30, le Léopard est repéré au moment où les troupes se préparaient à débarquer. Menés par le lieutenant Moreau, environ 60 hommes débarquent et s'emparent du palais gouvernemental. Au matin, Saint-Denis est sous le contrôle des forces libres. Barraquin, chef des forces d'invasion, prend contact avec les sympathisants locaux, dont Léon de Lépervanche et le secrétaire général Rivière, afin de préparer la prise de contrôle de l'île. Pillet prend la fuite vers Hell-Bourg pour organiser la résistance. Le nouveau gouverneur désigné par de Gaulle, André Capagorry, arriva à environ 6 heures sous l'acclamation de la population et lance un appel au calme sur les ondes de Radio Saint-Denis.
Le 28 novembre, à 8h les cellules communistes de Lépervanche s'emparent de l'hôtel de ville et du maire vichyste Léon Coaquette. Ils tentent, sans succès, de défaire les défenses de la darse du port concentrée autour d'une batterie de 95 mm et dirigées par le lieutenant Émile Hugot, pétainiste acharné. Durant les combats un militant communiste est tué tandis que le lieutenant Hugot est grièvement blessé. Sous le feu des défenses du port, le Léopard s'éloigne en mer et riposta, tuant deux hommes. L'ingénieur Raymond Decugis tente de faire cesser le feu de la batterie, mais il est tué dans l'opération. Craignant l'arrivée des troupes régulières, les défenseurs battent en retraite et abandonnèrent la batterie. Le Léopard revient près des côtes.
Apprenant que les forces d'invasion sont françaises et non britanniques et sans nouvelles de la métropole malgré ses nombreux appels, Aubert abandonne l'idée d'une bataille, même symbolique. Après des pourparlers, notamment avec Capagorry, Aubert accepte de se rendre. La reddition est confirmée le 30 à 8 h 45.

## Suites

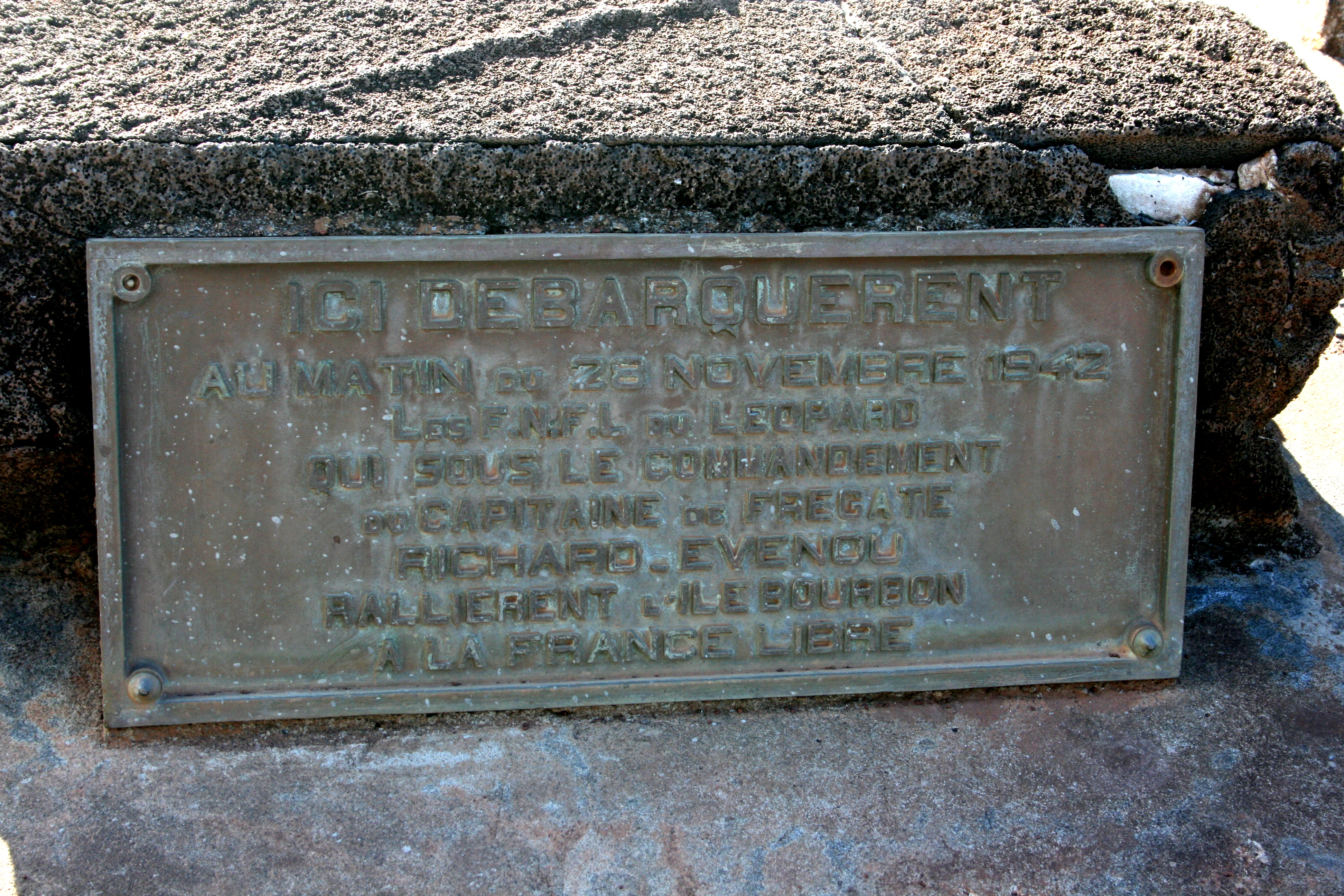
Plaque commémorative de la libération de La Réunion.

Le 2 décembre, Pillet et Artignan sont discrètement embarqués à bord du Léopard afin d'éviter de possibles représailles populaires. Aubert embarque le jour suivant avec Capagorry, Évenou et Barraquin. Le contre-torpilleur part ultérieurement pour l'île Maurice.
Le Léopard effectuera plusieurs rotations entre l'île Maurice et La Réunion afin d'approvisionner cette dernière en riz, ce qui augmente la popularité de Capagorry, surnommé « Papa de riz ».
À partir du 20 avril 1943, une cour spéciale annule toutes les sanctions et charges imposées sous le régime de Vichy. Les officiers de l'ancien régime ne subissent que de légères peines à l'exception de Jean-Jacques Pillet, qui est démis.